# Muza (film 1999)
Muza (ang. The Muse) – amerykański film komediowy z 1999 roku wyreżyserowany przez Alberta Brooksa. Wyprodukowany przez October Films.
Premiera filmu miała miejsce 27 sierpnia 1999 roku w Stanach Zjednoczonych.

## Opis fabuły
Steven Philips (Albert Brooks) od dłuższego czasu nie sprzedał żadnego ze swych scenariuszy. Jego przyjaciel i kolega po fachu Jack Warrick (Jeff Bridges) doradza mu, żeby wynajął muzę, z której usług on sam korzysta. Steven trafia do Sarah Little (Sharon Stone). Urokliwe i kapryśne stworzenie podejmuje się zainspirować scenarzystę, ale musi mieć odpowiednie komfortowe warunki.

## Ścieżka dźwiękowa
Muzyk pop rockowy Elton John skomponował ścieżkę dźwiękową do filmu. 

## Obsada
- Albert Brooks jako Steven Phillips
- Sharon Stone jako Sarah Little
- Andie MacDowell jako Laura Phillips
- Jeff Bridges jako Jack Warrick
- Mark Feuerstein jako Josh Martin
- Bradley Whitford jako Hal
- Steven Wright jako Stan Spielberg
- Jennifer Tilly jako ona sama
- Rob Reiner jako on sam
- Wolfgang Puck jako on sam
- James Cameron jako on sam
- Martin Scorsese jako on sam
- Lorenzo Lamas jako on sam

i inni